# ジェフユナイテッド市原・千葉
ジェフユナイテッド市原・千葉（ジェフユナイテッドいちはら・ちば、英: JEF United Ichihara Chiba）は、日本の千葉県市原市、千葉市をホームタウンとする、日本プロサッカーリーグ（Jリーグ）に加盟するプロサッカークラブ。Jリーグ創設当初からのチーム、オリジナル10の1つ。呼称はジェフユナイテッド千葉（ジェフユナイテッドちば）。

## 概要
1946年創部の古河電気工業サッカー部を前身とする。ホームタウンは2002年まで千葉県市原市、2003年から市原市および千葉市へ変更・広域化された。ホームスタジアムはフクダ電子アリーナ、練習場はユナイテッドパークであり、クラブハウスも同地に立地している（詳細は#スタジアムを参照）。
運営会社はジェフユナイテッド株式会社（2009年10月1日に株式会社東日本ジェイアール古河サッカークラブより商号変更）。東日本旅客鉄道（JR東日本）と古河電気工業（古河）が50%ずつ出資（資本金：4.9億円）している。なお、2008年までは資本金1億円であったが、クラブハウス（2009年10月竣工）建設費調達などの関係から、2009年に増額された。
クラブ名の「ジェフユナイテッド」（JEF UNITED、ユナイテッド＝結束した）はクラブとホームタウンの結びつき、チームの協調・連帯感を表現しており、1991年に公募で決定された。なお、JEFは、クラブの母体となったJR-East（=JR東日本）・Furukawa（=古河）の略称にも由来するともいわれている。なお、クラブの呼称は当初ジェフユナイテッド市原であったが、2005年シーズンより現在の呼称としている。
クラブのエンブレムおよびマスコットには秋田犬がモチーフとして用いられている。マスコットは背番号2の「ジェフィ」（兄）、背番号9の「ユニティ」（弟）であり、両マスコットの背番号の和が11となることは1つのチームを示している。2011年6月に雌のミックス犬（雑種）「みなちゃん」がマスコットに加わった（背番号は12）。
クラブのフィロソフィとして「WIN BY ALL!」を掲げており、2001年シーズンより継続して使用している。

## 歴史

### 前史
1946年創部の古河電気工業サッカー部が前身。1965年の日本サッカーリーグ（JSL）に発足時から参加。日本リーグ時代は三菱重工（現・浦和レッズ）や日立（現・柏レイソル）とともに丸の内御三家と言われ、JSL優勝2回、天皇杯全日本サッカー選手権大会優勝4回、JSLカップ優勝3回の成績を収める。また、1970年高卒新入部員奥寺康彦を破格の年俸4000万円でスペシャル・ライセンス・プレーヤー契約で復帰させた年の暮れアジアクラブ選手権1986で優勝し日本のクラブとしては初めてとなるアジアタイトルを獲得した。
1991年6月11日、運営母体が古河電気工業と東日本旅客鉄道（JR東日本）が共同出資して設立した「株式会社東日本ジェイアール古河サッカークラブ」となり、チーム名称を「東日本JR古河サッカークラブ」へ変更し3年前引退した奥寺がGMに就任。また、同年11月にチームニックネームが「ジェフユナイテッド」に決定した。
ホームタウンについては、古河の拠点としていた横浜市とは別の場所を選定することになり、一時は千葉県習志野市の習志野市秋津サッカー場を本拠地にすることが内定したものの、騒音問題などを危惧した周辺住民からの反対運動により断念。最終的に1992年5月に千葉県市原市をホームタウンとすることが決定した。また、ホームスタジアムとして、市原緑地運動公園臨海競技場（以下「市原臨海」）を改修して使用することになった。
なお、1992年のJリーグカップは、太田市運動公園陸上競技場（群馬県）、平塚競技場（神奈川県）、千葉県総合スポーツセンター陸上競技場（千葉県）、および西が丘サッカー場（東京都北区）で主催試合を開催した。

### Jリーグ開幕から1999年
1993年の開幕戦を前に（奥寺GMが史上初の日本人プロサッカー選手たる現役ブンデスリーガー時代のチームメイト）サッカー西ドイツ代表として1990 FIFAワールドカップ（W杯イタリア大会）で優勝したピエール・リトバルスキーが加入。開幕戦はサンフレッチェ広島F.Cと対戦（1-2で敗戦）、2節のヴェルディ川崎戦で初勝利を挙げ、横浜マリノスを5-0で破るなど、リトバルスキー加入効果で一時は首位に立つ好スタートを切るが、攻撃面ではリトバルスキー依存症とも言える状態となり、失速してファーストステージは5位で終えた。セカンドステージからオッツェが加入するも、リトバルスキーの分まで守備で奮闘していたフランタがメンバーから外れるようになるとチームのバランスが崩れ、また下川健一ら守備陣の負傷離脱もあって低迷、9位でセカンドステージを終えた。加藤好男が現役を引退した。
1994年、日本代表でコーチを務めていた清雲栄純が監督に就任、ルーキーとして城彰二、秋葉忠宏が加入、城はデビュー戦から4試合連続で得点を挙げる活躍を見せたが、1stステージは6位、2ndステージは9位に終わった。2ndステージからマスロバルが加入、2ndステージ途中、監督との関係が上手くいかないリトバルスキーと来期の契約を結ばないことが明るみに出るなど、リトバルスキーは終盤戦には全く起用されなくなり、攻撃の中心はマスロバルへと移った。年間順位も9位と振るわない中、30得点を挙げたオッツェが得点王となるが、このシーズン限りで退団、パベル、フランタ、阪倉裕二らも退団、リトバルスキーは引退した。
1995年、清雲栄純が監督を続投、ウィントン・ルーファー、ゴラン・バシリエビッチらを獲得。1stステージ6位、2ndステージ7位、年間総合では5位となった。1stステージ5節で柏レイソルとのJリーグ史上初の千葉ダービーが行われ、バシリエビッチが得点を決めて勝利した。宮澤ミッシェルは引退、越後和男、後藤義一、バシリエビッチらが退団した。
1996年、奥寺が監督に就任。イワン・ハシェックを獲得、シーズン後半からピーター・ボスが加入したが、リーグ戦は年間9位。ルーファーがシーズン終盤に、城彰二、ハシェックがシーズン終了後に退団した。
1997年、初の外国人監督となるヤン・フェルシュライエンが監督に就任。ラデが加入。マスロバルが年間を通じて負傷でフル稼働出来なかったことも影響して、1stステージは15位、2ndステージは14位、天皇杯ベスト16、Jリーグカップはベスト8。2ndステージ開幕を前にラデが退団し、アーノルド・スコルテンが加入したがチームは低迷した。
1998年までに運営会社の本社機能を浦安市から市原市へ移転。武田修宏、金大儀を獲得したが、1stステージ11位。2ndステージ開幕を前にマシュー・ビングリーを獲得したが、2勝15敗で最下位、同年年間成績で16位となりJ1参入決定戦に回り、アビスパ福岡に連勝して残留する。同年のJリーグカップでは、準決勝で鹿島アントラーズと対戦、マスロバルのハットトリックで勝利し、初の決勝進出を果たしたが、ジュビロ磐田に敗れて準優勝に終わった。シーズン終了後にマスロバル、スコルテンが契約満了で退団、江尻篤彦が引退した。
1999年はゲルト・エンゲルスが新監督に就任。バロンをレンタルで獲得。1stステージ15位でエンゲルスは解任され、2ndステージからニコラエ・ザムフィールが新監督に就任、ピーター・ボスが複帰したが、2ndステージは最終節前で勝ち点1差の15位で、最終節でG大阪に勝利し他会場の結果により年間13位となり残留。ボスは引退、武田修宏が自由契約となり退団した。

### 2000年代

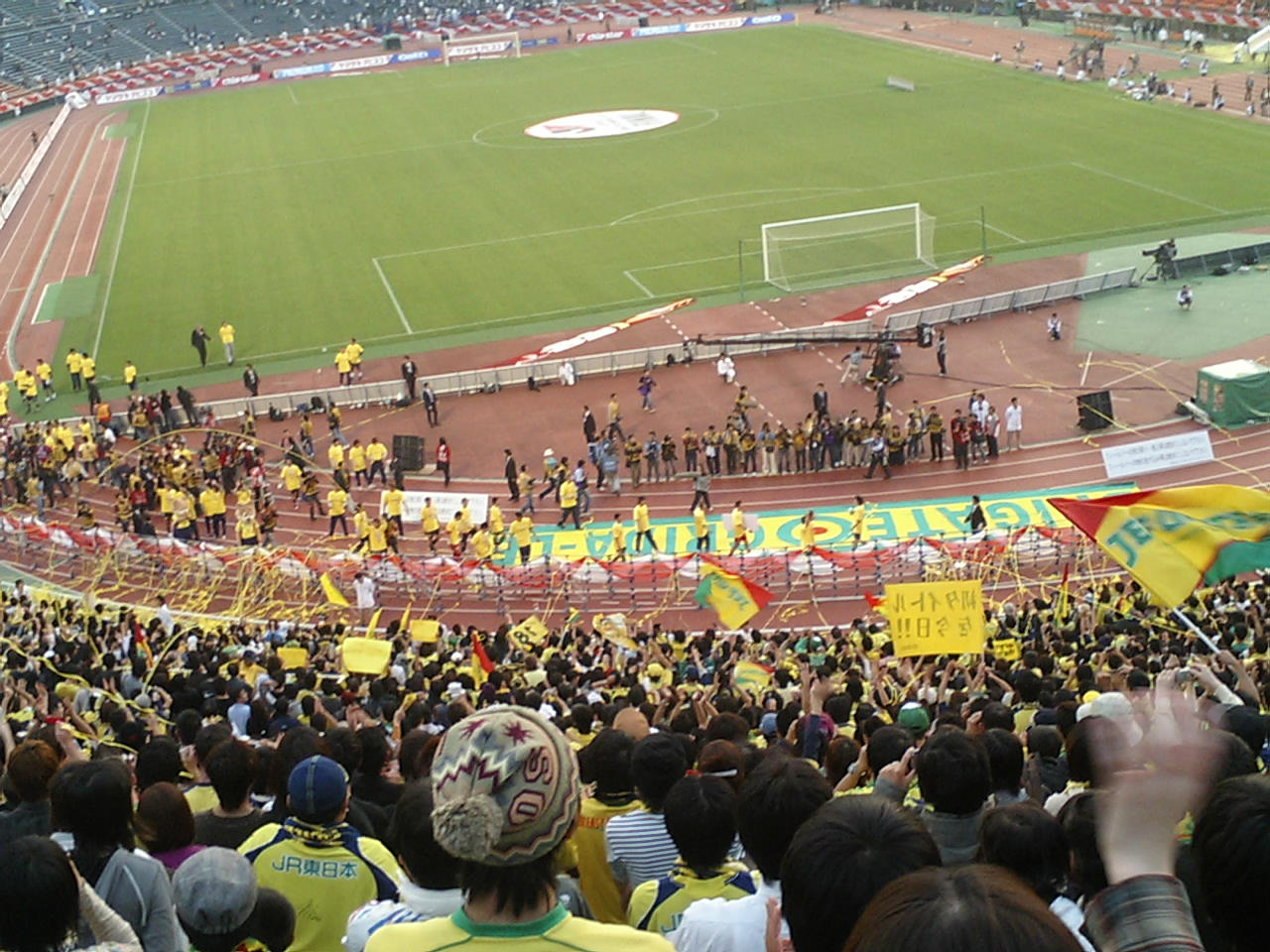
2005年ナビスコカップ。選手がゴール裏のサポーターに挨拶する

2000年2月に姉崎公園サッカー場へ練習場も移転して、クラブ機能の市原市への移転が完了した。同年1stステージ11位、2ndステージ最下位、年間14位の成績で、J1残留。オフには主力である山口智がG大阪、酒井友之が名古屋グランパスエイト、そしてバロンが清水エスパルスへそれぞれ移籍した。
2001年に当時韓国代表のFW崔龍洙とボスニア・ヘルツェゴビナ代表のMFエディン・ムイチンそしてスロベニア代表のDFジェリコ・ミリノビッチが加入、1stステージ2位、2ndステージは5位で年間順位は3位。シーズン終了後にベルデニックが名古屋へ移籍。2002年はベングロシュが監督に就任、1stステージ8位、2ndステージ11位で天皇杯はベスト4。

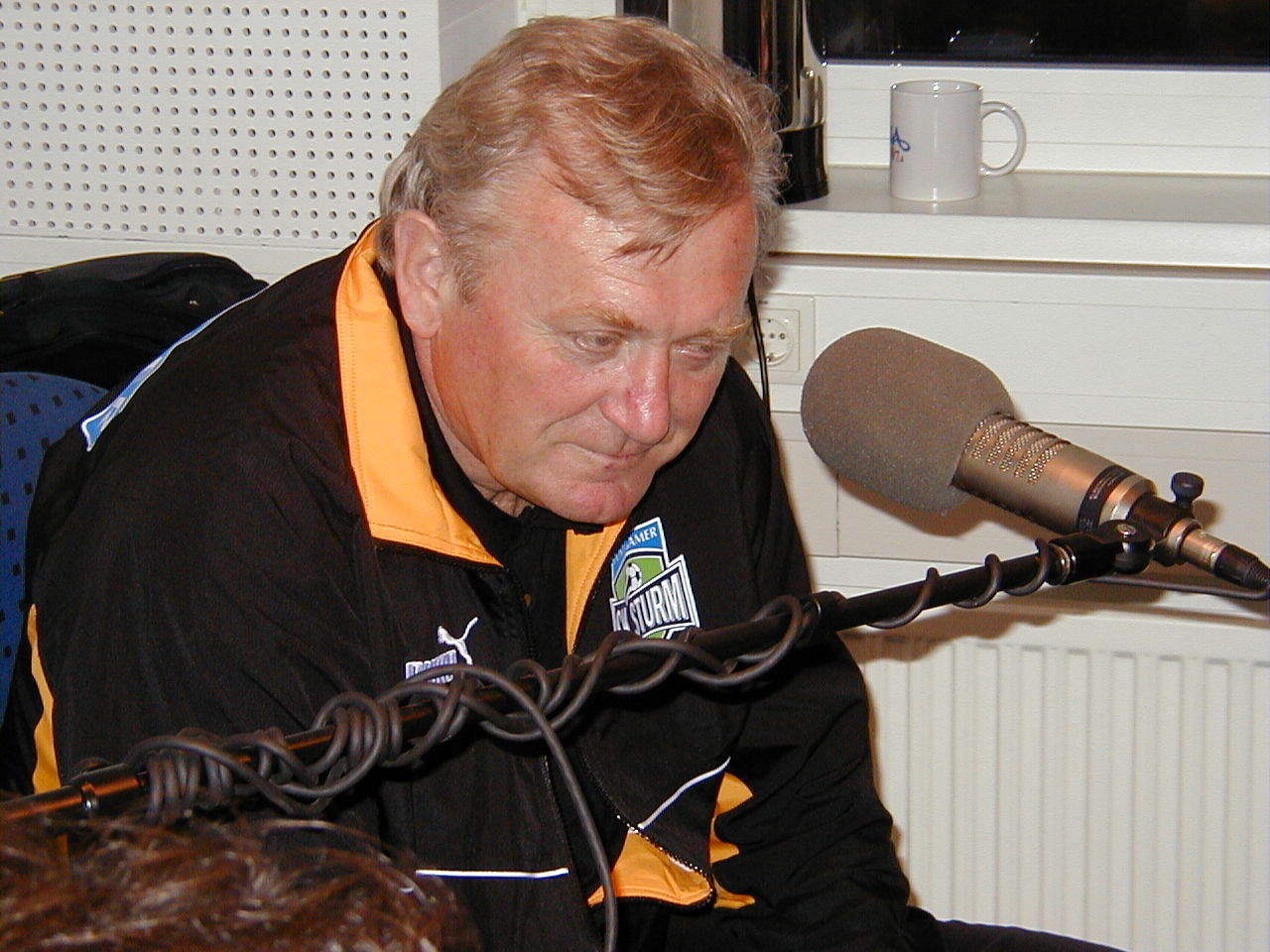
イビチャ・オシム

2003年

ユーゴスラビア代表元監督のイビチャ・オシムが監督に就任。ユース出身の阿部勇樹がキャプテンとなった。1stステージが3位、2ndステージは優勝した横浜F・マリノスと同勝ち点の2位、年間総合3位の成績。シーズン終了後に中西永輔、崔龍洙が退団した。
2004年
1stステージは7位。2ndステージは優勝した浦和と勝ち点差9の2位。
2005年

主力であった茶野隆行、村井慎二が揃ってジュビロ磐田に移籍した一方、ブルガリア代表のイリアン・ストヤノフを獲得した。1シーズン制となったリーグ戦において、序盤は出遅れるも混戦となった中盤から徐々に追い上げ、最終節まで優勝争いに加わり、年間成績は2年連続の4位。
ナビスコ杯では、初優勝を達成するとともに、Jリーグ加盟後初となるタイトルを獲得した。
また、2003年1stステージ第5節の横浜FM戦以降、市原臨海においてリーグ戦は2005年の第20節（セレッソ大阪戦）で敗れるまで31試合無敗、カップ戦含めた公式戦はナビスコ杯のGL第2節（柏レイソル戦）に敗れるまで26試合無敗を記録した。
なお、この年の10月からフクダ電子アリーナが供用開始。同月16日の第27節横浜FM戦で、同会場初となる公式戦ホームゲームを開催した。結局この年は、リーグ戦のホームゲームでは、第25節清水エスパルス戦までのうち、国立霞ヶ丘競技場陸上競技場開催となった第6節の鹿島アントラーズ戦を除く11試合を市原臨海で、第27節横浜FM戦以降の5試合をフクアリで開催した。
2006年
この年から、公式戦ホームゲームの全試合をフクアリで開催（市原臨海も2010年まで本拠地登録されていたが、2006年以降開催実績はない）。
巻誠一郎が2006 FIFAワールドカップ日本代表に選出され、W杯に出場した。
W杯終了後の7月、オシムが日本代表監督に就任。日本サッカー協会（JFA）に引き抜かれた格好となり、無条件で監督を引き渡したクラブに選手・サポーターなど内外から多くの批判が届いた。この際「クラブとJFAが取り合うことで、最悪の結果、オシムが日本を去る事だけは避けたい」とした旨がフロント陣から発表された。後任にはイビチャ・オシムの息子であるアマル・オシムがコーチから昇格して就任した。そして、羽生直剛、佐藤勇人、山岸智ら、いわゆる「オシムチルドレン」が日本代表に選ばれた。
ナビスコ杯で鹿島を破り、2連覇を果たした一方、リーグ戦は11位、天皇杯はJ2札幌に初戦で敗退。クラブ初の国際試合となったA3チャンピオンズカップ2006は1勝1分1敗の成績（3位）。
10月、祖母井がGMを辞任（その後、フランス2部・グルノーブル・フット38のGMに就任）し、後任に唐井直が就任した。
2007年
キャプテンでありチームの顔であった阿部勇樹が浦和に、選手会長の坂本將貴がアルビレックス新潟へ移籍。また、巻・佐藤・山岸がチームの今季の方針説明を理由に契約を保留した。
リーグ戦は開幕4戦未勝利（1分3敗）。第5節の横浜FC戦で初勝利を挙げたが、第8節から第14節まで7戦未勝利（3分4連敗）。シーズン途中の6月にはイリアン・ストヤノフが一部のメディアで監督批判を行い、謹慎処分の後に契約解除された。後半は第23節から第28節までクラブ史上初となる6連勝を記録。29節からは2分4敗であったが年間13位でJ1残留を決めた。
なお、ナビスコ杯は、グループリーグ3位で予選敗退。天皇杯は大分に4回戦（初戦）で敗退。
シーズン終了後、監督のアマル、統括本部長の唐井が解任された。
2008年
監督にヨジップ・クゼ、GMに昼田宗昭が就任。また、前年に新潟へ移籍した坂本が復帰した一方、水野晃樹がスコットランド1部・セルティックFCへ、羽生直剛がFC東京へ、山岸智が川崎フロンターレへ、佐藤勇人が京都サンガF.C.へ、水本裕貴がガンバ大阪へ移籍しチームの主力が他クラブに引き抜かれ、昨シーズンのレギュラー選手の半数近くが入れ替わる危機的状況になってしまう。4月、淀川隆博が社長を退任した。
リーグ戦は開幕11戦未勝利で、5節からは15年ぶりの7連敗を喫するなど9敗2分（勝ち点2）で最下位。5月にクゼを解任して、イングランド・リヴァプールFC元ヘッドコーチのアレックス・ミラーが監督に就任。ミラーが来日した5月10日のホームでの京都戦に1-0で勝利し、開幕12試合目にしてシーズン初勝利を挙げた。なお、ミラーは登録が間に合わず、指揮は澤入重雄コーチが代行した。
リーグ戦中断期間に広島からMF戸田和幸、鹿島からFW深井正樹が加入。第24節（東京V戦）から5連勝し、一時は最下位を脱出したが、第30節から1分3敗と失速。第32節終了時点で自動降格圏内の17位であった。
12月6日の最終節のFC東京戦は、0-2と先行されたが、後半29分からの11分間で4得点を挙げて逆転勝利（2008年J1最終節）。第32節終了時点16位の東京V、同15位のジュビロ磐田が両方とも敗れ、磐田が16位、東京Vが17位になり、千葉は年間15位で残留が決定した。
2009年
クラブスローガン ：「YELLOW TOP 2009」
ミラーが監督を続投。深井を鹿島から完全移籍で獲得し、柏からアレックスを、清水から和田拓三を完全移籍で獲得。鹿島から中後雅喜を、大分トリニータから福元洋平を期限付き移籍で獲得。他チームへの移籍も噂された巻も残留したが、登録選手数はJ1最少だった。
2009年10月、クラブ事務所・練習場を千葉市のユナイテッドパークに移転し、運営会社の商号を「株式会社東日本ジェイアール古河サッカークラブ」から「ジェフユナイテッド株式会社」へ変更した。
リーグ戦は第4節で17位に転落。第11節で16位になるが、第17節から15戦未勝利（6分9敗）。その間の第19節終了後の7月27日にミラーを解任して、ジェフOBの江尻篤彦が監督に就任。また、ブラジルのECヴィトーリアからFWネット・バイアーノ、柏から太田圭輔を獲得したが、第31節（川崎戦）でJ2降格が決定。第32節（FC東京戦）では勝利したが、第33節・第34節と連敗し、リーグ戦は最下位に終わった。

前身の古河電工サッカー部は創設時から日本サッカーのトップリーグに所属し、ジェフに変わるまで下部リーグに降格したことがなかった。この「下位ディビジョンへの降格」はクラブ史上初めてであり、その後ジェフは現在に至るまでJ1復帰を果たせていない。すなわちジェフはJ1復帰に限らず「上位ディビジョンへ昇格」した経験がないことになる。

### 2010年 - （J2）

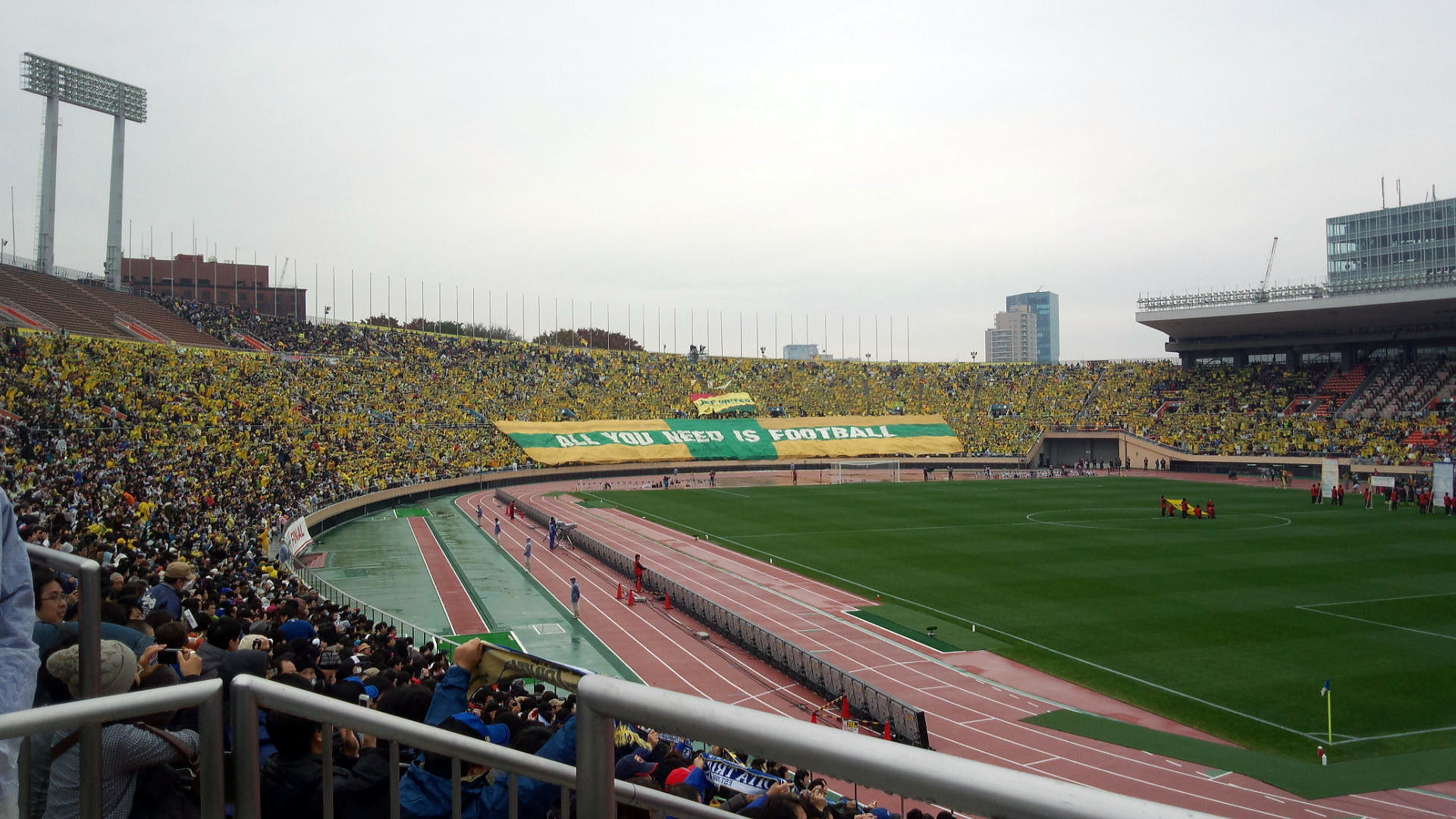
J1昇格プレーオフ決勝戦試合前

2010年
クラブスローガン ：「走りきる!そして、その先へ。」
江尻体制2年目。MF村井慎二とDF茶野隆行、FW林丈統とMF佐藤勇人、2009年6月から岡山に期限付き移籍していたFW青木孝太の元ジェフ所属の5選手が復帰するなど大型補強を行った。
しかし、開幕からアウェイでは不振で、ライバルの柏が開幕から19試合無敗を記録するなど好調で首位に躍り出ることはなかった。また、エースの巻がロシア1部・FCアムカル・ペルミに完全移籍（2010年7月から）してからもチームの成績は上向かなかった。結果、第25節で福岡との直接対決で敗れて4位へ転落、その後も順位は浮上せず、最終順位は4位に終わり、1年でのJ1復帰はならなかった。
江尻の采配について、ネット上での2ちゃんねるの掲示板では、Perfumeのポリリズムになぞらえて、「繰り返す このエジリズム あの采配は まるで変だね♪」という歌詞がある「エジリズム」と揶揄された。
6月10日、淑徳大学とパートナーシップに関する包括協定及びジェフユナイテッドアシストスポンサー契約を調印した。
2011年
クラブスローガン ：「WIN BY ALL!」
ドワイト・ローデヴェーヘスが監督に就任。藤田俊哉や、204cmの身長を誇るトル・ホグネ・オーロイ、U-20カナダ代表のマット・ラムを獲得するなど前年のリベンジを誓った。
6月26日、オフィシャルサプライヤーのFrom AQUAが、2011シーズンよりオフィシャルパートナーに関する契約を締結。開幕からオーロイ、深井の活躍もあり、9回首位に立っていたものの、オーロイのケガによって大失速。東日本大震災によって延期されていた8月17日の第3節において札幌に敗戦したチームは4位に転落、一旦は2位に浮上するも、25節から再び4位に転落、その後も勝ったり負けたり引き分けたりとちぐはぐで、10月21日に監督のドワイトが解任され、神戸清雄が監督に就任してからも結果は残せなかった（最終成績は6位）。
第91回天皇杯は4回戦で清水エスパルスに敗れた。
2012年

クラブスローガン ：「DAKKAN 奪還×脱甘」
監督に水戸元監督で前シーズンまで清水のコーチであった木山隆之が就任した。
G大阪から12年ぶりに復帰した山口智や、かつて木山監督の下で2年間水戸でプレーした荒田智之など他クラブから移籍した7人や、後にJ1クラブで活躍することとなる大岩一貴（中京大学）、町田也真人（専修大学）、井出遥也（ユースから昇格）などが新加入した。またシーズン途中にはG大阪から大塚翔平、柏からリカルド・ロボ、浦和から高橋峻希が期限付き移籍で加入し、8月にはFC東京から谷澤達也が完全移籍で復帰した。
リーグ戦では、第1節、第19節、第24節で首位に立ち、第13節愛媛戦での勝利以降、第29、30節で7位に後退した時を除き、昇格争いに加わり、最終的にJ1自動昇格圏内の2位以内には届かなかったが、シーズン成績5位で今シーズンから導入されたJ1昇格プレーオフへ進出。プレーオフでは4位横浜FCに勝利したが、決勝の6位大分戦で前年まで千葉に在籍していた林丈統の決勝ゴールにより0-1で敗れて、J1昇格はならなかった。
プレーオフ終了後、テクニカルディレクターの神戸および監督の木山がそれぞれ退任した。
2013年
クラブスローガン ：「絶対J1!」
監督に新潟や大宮元監督の鈴木淳が就任した。
G大阪から期限付き移籍加入していた大塚翔平、柏から期限付き移籍加入していた兵働昭弘がともに完全移籍に移行。清水から碓井健平、昨季C大阪でプレーしていたケンペスをそれぞれ完全移籍で獲得した。なお、韓国1部・済州ユナイテッドFCより獲得したジャイールは7月26日にUAE 1部のエミレーツ・クラブへ期限付き移籍となった。2013年8月、森本貴幸が完全移籍で加入。Jリーグへの復帰は7年ぶりとなった。また同月には戸島章が藤枝MYFCに期限付き移籍。
第2節で初勝利を挙げ、以後第8節まで7試合連続負けなし（3勝4分）。第10節から第15節まで4連勝を含む6試合負けなし（4勝2分）で、第15節時点で3位に浮上。第16節、第17節とシーズン初の連敗を喫して第16節から第20節まで6位に順位を落としたが、第20節から6連勝で第25節終了時には2位神戸に勝点差3の3位に浮上し、第31節まで3位をキープ。第28節から4試合勝利なし（2分2敗）、第33節から3連敗で第34節・第35節は6位。第36節から3連勝で4位に浮上するが、第39から第42節まで2分2敗に留まり、シーズン成績は5位。プレーオフ準決勝はアウェイで4位徳島と引き分けたが、規定により決勝進出は成らず、2年連続のプレーオフ敗退となった。
第93回天皇杯は3回戦でFC東京にPK戦で敗れた。
2014年
クラブスローガン ：「FUN! 〜勝利のために〜」
鈴木体制2年目。米倉恒貴がG大阪へ完全移籍、深井正樹が退団、櫛野亮が引退した一方、横浜FMから田代真一、山形から中村太亮を完全移籍で、横浜FMから天野貴史、柏から山中亮輔を期限付き移籍で獲得した。
しかし開幕から低調で、順位も第6節終了後に9位、第16節、第18節終了後に8位になった以外は2桁順位を推移、第19節で北九州戦に敗れ、7勝6分6敗の勝点27で12位となった直後の6月23日に監督の鈴木と契約解除。テクニカル・ダイレクターの斉藤和夫による代理指揮を挟んで、7月1日に千葉県出身でロンドン五輪日本代表監督を務めた関塚隆が同月8日から後任監督として指揮を執ることが発表された。
関塚就任後はチームの成績も上昇、最終節で讃岐に勝利して3位に食い込み、3年連続のプレーオフ進出を決めた。
第94回天皇杯は準決勝まで駒を進めたものの、同じJ2の山形に敗れ、古河時代以来30年ぶりの決勝進出はならなかった。また昇格プレーオフも同じく山形に敗れ、3年連続のプレーオフ敗退となった。
2015年
クラブスローガン ：「一意専心」
関塚体制2年目。山口慶が引退し、ケンペスが退団。期限付き加入中だった天野貴史（横浜FM）、山中亮輔（柏）、幸野志有人（FC東京）が、いずれも期限付き移籍満了となった。また、碓井健平が清水、山口智が京都、竹内彬が名古屋、兵働昭弘が大分、大塚翔平が北九州へそれぞれ完全移籍、ナム・スンウがベルギーのAFCテュビズへ、戸島章が町田へ期限付き移籍した。一方、新戦力として鳥栖から金井貢史、甲府から水野晃樹、川崎からパウリーニョ、ツルヴェナ・ズヴェズダ（セルビア1部）からネイツ・ペチュニクを、水戸から鈴木隆行をそれぞれ完全移籍で、甲府から岡大生を期限付き移籍で獲得し、千葉U-18から仲村京雅と浦田樹が昇格した。乾貴哉（桐生一高）、北爪健吾（専修大）が新加入した。また、町田から栗山直樹が復帰した。夏場には横浜FMから富澤清太郎を完全移籍で、名古屋から松田力、川崎から安柄俊をそれぞれ期限付き移籍で獲得した。
関塚体制を貫いたものの、勝ち切れない試合を重ねて昨年より低迷。それでも第40節で東京Vに勝利して6位に上がったが、続く第41節と最終節で岡山と讃岐に連敗。最終順位は9位となり、プレーオフ進出を逃した。
2016年
クラブスローガン ：「REVOLUTION -NEXT 25-」
関塚体制3年目。鈴木隆行が引退、ネイツ・ペチュニク（大宮）、水野晃樹（仙台）、大岩一貴（仙台）、森本貴幸（川崎）、パウリーニョ（湘南へ期限付き移籍）などの移籍や松田力（名古屋へ復帰）などの期限付き移籍期間満了者を含めて合計24人の選手がチームを去った。その一方で、甲府から阿部翔平、水戸から吉田眞紀人、大分から若狭大志、川崎から船山貴之、山本真希、横浜FMから比嘉祐介、仙台から多々良敦斗、横浜FCから小池純輝、柏から近藤直也、東京Vから佐藤優也、松本から大久保裕樹を完全移籍で、鳥栖から藤嶋栄介、東京Vから菅嶋弘希、浦和から長澤和輝を期限付き移籍で獲得。U-18から岡野洵が昇格し、新外国人選手として、栃木SCから移籍してきたイ・ジュヨンをはじめ、アランダ、エウトンが入団、新加入選手は合計19人に上った。この選手の大幅入れ替えについて、2015年11月にゼネラルマネージャーに就任した高橋悠太（前・神戸チーム統括本部長）は新体制発表会の席上で、過去に移籍加入した選手の移籍金が人件費を圧迫していたためこの問題を解消する必要があったこと（新加入選手のうち移籍金が発生したのは川崎から加入した船山のみであったという）、前年までチームとしての一体感に欠ける場面が見られたため、クラブへの愛や強い気持ちを持っている選手を集めた（結果として千葉県出身者や千葉県内の高校出身者が多く集まった）ことを理由に挙げている。
シーズン中に、鳥栖から丹羽竜平が期限付き移籍で加入、ブラジル全国4部・PSTCへ期限付き移籍していた浦田樹が復帰した。一方で浦田と仲村京雅が琉球へ期限付き移籍した。
しかし、リーグ戦で第8節を最後にチームは自動昇格圏内の2位はおろかプレーオフ圏内である6位以内にも入れず、第25節終了後に関塚を解任、さらに小倉勉、里内猛の両コーチも同時に退任した。監督の後任は置かずにコーチの長谷部茂利が監督代行に昇格した。
同10月30日の長崎戦で引き分けて今季の7位以下が確定し、2年連続の昇格プレーオフ圏外となり、8年連続でJ1復帰を逃すことが確定した。最終順位はJ2降格後ワーストの11位。
2017年
クラブスローガン ：「Pasión 力戦奮闘」
監督代行だった長谷部がコーチに戻り、新監督にスペイン1部・ヘタフェCF元監督のフアン・エスナイデルが就任。
オナイウ阿道が浦和、井出遥也がG大阪へ完全移籍、長澤和輝、藤嶋栄介が期限付き移籍期間満了、谷澤達也が期限付き移籍先の町田へ完全移籍、小池純輝は愛媛FCへ、仲村京雅はYS横浜へ、浦田樹は北九州へ期限付き移籍、富澤清太郎が契約満了で退団後新潟へ移籍する一方で、FC東京から羽生直剛が完全移籍で10年ぶりにチームに復帰、その他、鳥栖から清武功暉、神戸から山本海人が完全移籍で、G大阪から西野貴治、横浜FMから熊谷アンドリューが期限付き移籍で加入、高橋壱晟（青森山田高）、溝渕雄志（慶應大）が新加入となった。新外国人選手としてバニーヤースSC（UAE 1部）からラリベイ、オリンピア（パラグアイ1部）からホルヘ・サリーナスを獲得した。
開幕から2勝1分で第3節終了時には首位に立つが、直後に2連敗し12位に落ちると、前半戦は常に2桁順位から抜け出せず前半戦終了時は8勝6分7敗、勝点30の13位、プレーオフ圏内となる6位とは勝点差4、自動昇格圏の2位とは勝点差13に終わった。
シーズン中に、新潟から指宿洋史が完全移籍で、清水からキム・ボムヨン、福岡から為田大貴、名古屋から矢田旭が期限付き移籍で加入。8月には、ベラクルス（メキシコ1部）からルイス・オヘーダが加入した。一方で阿部翔平が甲府、吉田眞紀人が町田へ期限付き移籍、西野貴治が期限付き移籍契約の解除によりG大阪へ復帰し、イ・ジュヨンが讃岐へ期限付き移籍した。
後半戦に入り、第27節には6位と勝点で並ぶ7位まで順位を上げたものの、第28節から5試合連続勝利なしとなるなど8試合で1勝2分5敗と足踏みしたこともあり、第35節終了時には6位との勝点差を10にまで広げられる。しかし第36節からクラブ新記録の7連勝、特に最終節対横浜FC戦では先制を許し、同点には追いついたものの試合最終盤まで膠着状態だったところ、後半アディショナルタイムにキャプテン近藤直也のゴールで逆転勝利、他会場の結果により逆転で6位となり、J1昇格プレーオフ進出を決めた。プレーオフは準決勝で3位名古屋に敗戦、J1復帰はならなかった。
第97回天皇杯は3回戦でG大阪に敗れた。
2018年
クラブスローガン：「PASIÓN」
エスナイデル体制2年目。大久保裕樹と羽生直剛が現役を引退し、アランダ、キム・ボムヨン、北爪健吾（横浜FC）、比嘉祐介（東京V）、若狭大志（東京V）、多々良敦斗（熊本）らが退団。岡本昌弘が愛媛、山本海人が横浜FC、高橋壱晟が山口に期限付き移籍した。一方で、昨シーズンから期限付き移籍していた熊谷アンドリュー、矢田旭、為田大貴が完全移籍で加入。また山形から高木利弥、愛媛から小島秀仁、ピアスト・グリヴィツェ（ポーランド1部）からエベルトを完全移籍で獲得し、柏から増嶋竜也、広島から茶島雄介、ロサリオ・セントラルからロドリゲスが期限付き移籍で加入、吉田眞紀人が町田への期限付き移籍から復帰した。また古川大悟がU-18から昇格し、鳥海晃司（明治大学）、杉山弾斗（市立船橋高校）、本田功輝（四学大香川西高校）が新卒加入した。
開幕からは4戦で1分3敗とスタートダッシュに失敗。3月にはメルボルン・ヴィクトリー（オーストラリア1部）からゲリアが完全移籍で、清水から高木和徹が期限付き移籍で加入。吉田眞紀人が愛媛へ期限付き移籍した。初勝利後も思うように勝ち点は伸ばせず、8勝4分9敗の13位で前半戦を終えた。特にアウェイでは2勝と低調であった。夏の移籍期間では、高木利弥が柏へ完全移籍、岡野洵が大分へ期限付き移籍した。一方で松本から工藤浩平、横浜FMから下平匠が加入した。
後半戦に入っても戦績は上向かず、3連勝を一度も記録しないなど不安定な戦いに終始した。リーグ2位となる72得点を記録したが、失点もリーグワースト2位の72失点となるなど守備が安定せず、結果的に年間を通して上位に浮上することはできなかった。最終的には16勝7分19敗・クラブ史上最低順位の14位でシーズンを終えた。
第98回天皇杯は3回戦で神戸に敗れた。
2019年
クラブスローガン：「PASIÓN」
エスナイデル体制3年目。町田也真人（松本）、近藤直也（東京V）、清武功暉（徳島）、指宿洋史（湘南）、高木和徹（清水）、ラリベイ、ホルヘ・サリーナス、ロドリゲスらが退団。溝渕雄志、杉山弾斗が新たに期限付き移籍した。一方、名古屋から佐藤寿人（18年振り復帰加入）、東京Vからアラン・ピニェイロ、川崎から田坂祐介、甲府から堀米勇輝が完全移籍で、クレーベ、ベラスケス、新井一耀、鈴木椋大が期限付き移籍で加入した。また、相澤ピーターコアミ（日本文理高校）が新卒加入した。
開幕後、4試合で未勝利（2分2敗）の21位と低迷し、3月17日付で監督のエスナイデルを解任。後任にはトップチームコーチの江尻篤彦が2010年以来9年振りに就任した。監督交代直後は2勝1分と持ち直すも以後は再び低迷。4月30日には昨季新潟を退団した安田理大が加入した。前半戦はわずか5勝に留まり、勝ち点23の18位でシーズンを折り返した。夏の移籍期間では古川大悟が三重に期限付き移籍し、米倉恒貴がG大阪から復帰加入した。
後半戦も戦績は上向かず、夏場には4連敗を含む6試合未勝利を記録した。後半戦では1度も連勝を記録しないなど下位に低迷し、第40節東京V戦にてようやくJ2残留が決定。結果的にクラブ史上最低を更新する17位でシーズンを終えた。シーズン終了を前に江尻篤彦の今季限りで監督退任が発表された。また、佐藤勇人の現役引退が発表され、最終節後には引退セレモニーが実施された。
第99回天皇杯は2回戦で岡山に敗れた。
2020年
クラブスローガン：「WIN BY ALL!」
鳥栖やC大阪で監督を務めた尹晶煥が監督に就任。
期限付き移籍加入していた茶島雄介（広島）、ベラスケス（イングランド1部ワトフォード）が期間満了により退団。乾貴哉が水戸に、大野哲煥が栃木に、エベルトがヴィスワ・クラクフ（ポーランド1部）に期限付き移籍、期限付き移籍で加入していたクレーべ（エストリル）、増嶋竜也（柏）、鈴木椋大（G大阪）、米倉恒貴（G大阪）、新井一耀（名古屋）が完全移籍加入、更に川崎から新井章太、山口から山下敬大、磐田から田口泰士と川又堅碁が完全移籍加入、ユースから櫻川ソロモンが昇格、漢陽大学校からチャン・ミンギュ、関東学院大学から見木友哉、流通経済大学から本村武揚が新卒加入した。
開幕戦は米倉恒貴の得点で2017年以来の開幕戦勝利を挙げた。しかし新型コロナウイルス感染拡大の影響によりリーグ戦が約4か月中断した後、第6節から4戦勝利なし（1分3敗）で15位まで順位を落とす。第10節からシーズン初の3連勝で5位まで浮上するも、今度は直後に6戦勝利なし（1分5敗）で16位まで落ち、前半戦（第21節）終了時点で8勝2分11敗の勝点26、同節首位の北九州と勝点差18、J1昇格圏の2位徳島と勝点差17の14位に終わる。
後半戦に入り、第25節以降は17位と16位を推移、第34節で後半戦初の連勝を記録し15位浮上したものの、同節終了時点で2位福岡との勝点差が26となり、同シーズン3位以下が確定、8試合を残してJ2残留が確定した。最終成績は14位（15勝8分19敗）。
また、シーズンを通しての初の逆転勝利は11月11日第33節松本戦と異例の遅さであった。
11月27日にはGMの高橋悠太の退任を発表、翌月3日にテクニカルダイレクターの鈴木健仁のGM就任を発表した。
12月17日に田坂祐介、12月19日には佐藤寿人、更にすでに退団が発表されていた増嶋竜也が12月20日にそれぞれ現役引退が発表され、最終節後に同3名の引退セレモニーが開催された。
2021年
クラブスローガン：「WIN BY ALL!」
尹晶煥体制2年目。
本田功輝（青森）、工藤浩平（栃木シティ）、大野哲煥（岐阜）、ゲリア（オーストラリア1部パース）、下平匠（南葛SC）、アラン・ピニェイロが退団、佐藤優也が熊本へ、クレーベが横浜FC、古川大悟がいわきFC、為田大貴、鳥海晃司がC大阪、山下敬大がサガン鳥栖、乾貴哉が北九州へ完全移籍、堀米勇輝が山形、本村武揚が北九州へ期限付き移籍した。
また、岩崎悠人が札幌から、小田逸稀が鹿島から、サウダーニャがECバイーアから期限付き移籍で、福満隆貴（C大阪）、鈴木大輔（浦和）、大槻周平、末吉塁（山形）、伊東幸敏（鹿島）、小林祐介（柏）が完全移籍で加入、溝渕雄志が栃木への期限付き移籍から復帰、流経大柏高校から松原颯汰、修徳高校からブワニカ啓太が新卒加入した。
開幕から3戦勝ちなし（1分2敗）で第6節には降格圏内である21位まで順位を落とし、スタートダッシュに失敗するも、その後は第12節からの6戦負けなし（3勝3分）と持ち直し、前半戦（第21節）終了時点では10位まで浮上。
夏の移籍期間には岩崎悠人のレンタル期間が終了し鳥栖へ移籍、大槻周平が山口へ、松原颯汰がC大阪へ、溝渕雄志が栃木へ期限付き移籍した。また、檀崎竜孔が札幌より期限付き移籍で加入した。シーズン後半には、13戦無敗（8勝5分）の好調を見せたが、第36節終了時点でシーズン3位以下が確定し、J2残留が確定した。最終成績は17勝15分10敗の8位。失点は36でリーグ2位であった。
12月3日に安田理大、12月4日には船山貴之、矢田旭、相澤ピーターコアミの契約満了を発表した。
第101回天皇杯は2回戦で大宮に勝利したが、3回戦で川崎にPK戦の末敗北を喫し、敗退した。
2022年
クラブスローガン：「WIN BY ALL!」
尹晶煥体制3年目。
小田逸稀（鹿島）、檀崎竜孔（札幌）が期限付き移籍期間満了、溝渕雄志（讃岐）、岡野洵（町田）、矢田旭（愛媛）、船山貴之（相模原）、堀米勇輝（鳥栖）、伊東幸敏（大分）、杉山弾斗（九州リーグ・都農）、安田理大（松本）、相澤ピーターコアミ（青森）が退団、大槻周平（山口）、本村武揚（北九州）が期限付き移籍先の各チームへ完全移籍。 秋山陽介が仙台から、ダニエル・アウベスがSEパルメイラスから期限付き移籍で、風間宏矢（琉球）、佐々木翔悟（鹿島）、高木俊幸（C大阪）が完全移籍で加入、松原颯汰がC大阪への期限付き移籍から復帰、ユースから佐久間太一、齋藤来飛が昇格、三菱養和SCユースから西久保駿介、桐蔭横浜大学から篠原友哉が新卒加入した。  開幕直後の3月にはチアゴ・デ・レオンソ（広州城）が完全移籍で加入、齋藤来飛が青森へ育成型期限付き移籍した。
開幕戦ではJ3から初昇格を果たした盛岡にJ2初勝利を、第10節ではここまで勝利の無かった大宮にシーズン初勝利を献上するなど、流れに乗れないまま、第17節終了時点で18位まで順位を落とす。しかし、続く第18節からは3連勝を含む6戦無敗（4勝2分）で前半戦（第21節）を終えて8位、第25節終了時点では昇格プレーオフ圏内の6位に順位を上げる。
夏の移籍期間にはリカルド・ロペス（上海海港）が完全移籍、川崎から田邉秀斗が育成型期限付き移籍にて加入、サウダーニャが成都蓉城へ期限付き移籍した。
後半戦は一進一退を繰り返すも、第41節にて8位以下が確定、J2残留が決定した。また、シーズン中の9月9日に監督の尹晶煥が今シーズン限りで退任することが発表された。最終成績は17勝10分15敗の10位であった。
第102回天皇杯は2回戦で金沢に敗れ、敗退した。
2023年
クラブスローガン：「WIN BY ALL!」
小林慶行がコーチからトップチームの監督に昇格。
秋山陽介（仙台）、ダニエル・アウベス（SEパルメイラス）が期限付き移籍期間満了、リカルド・ロペス（ウクライナ1部ヴォルスクラ）、チアゴ・デ・レオンソ（アル・ダフラFC）、小島秀仁（YS横浜）、川又堅碁（沼津）が退団、チャン・ミンギュが町田へ完全移籍、櫻川ソロモンが岡山、佐久間太一が八戸へ期限付き移籍した。田中和樹が京都から期限付き移籍で加入、日高大（いわき）、松田陸（金沢）、呉屋大翔（大分）、椿直起（横浜FM）が完全移籍で加入、ユースから新明龍太、矢口駿太郎が昇格、新潟医療福祉大学から小森飛絢が、法政大学から近藤壱成が新卒加入した。サウダーニャは成都蓉城への期限付き移籍が終了し、ネフチ・バクーへの期限付き移籍となった。
外国人選手なしで迎えた開幕戦はルーキー小森の初得点を守り抜き勝利するも、その後は8戦勝ちなしで9節終了時点で降格圏の21位と、開幕ダッシュに失敗。また、3月には昨年からの育成型期限付き移籍を延長していた田邉秀斗が川崎へ復帰した。第10節で久々の勝利をあげると、その後は一進一退を繰り返し、前半戦（第21節）を終えて17位で折り返す。5月にはメンデス（京都）が加入。夏の移籍期間には、ドゥドゥ（今治）が完全移籍で、FC東京から西堂久俊が育成型期限付き移籍で加入し、末吉塁が岡山へ期限付き移籍した。
第27節の首位町田戦で勝利すると、次の第28節山口戦では4-0と圧勝。今シーズン最多得点を記録し、 2連勝した。その後2試合は1分1敗となるが、第31節からは上位の磐田や苦手とする秋田を相手に勝つなど、連勝を続け、第35節の栃木戦の見木の劇的ゴールにて勝利し、PO圏内の6位に浮上した。その後も連勝を続け、第37節岡山戦にて0-5で勝利し、クラブタイ記録の7連勝を挙げ5位に順位を上げた。その後は1分1敗と停滞するも、第40節のいわき戦、第41節の群馬戦で勝利し、最終節を前にPO圏内の6位以上が確定。J1昇格プレーオフ出場を決めた。最終順位は19勝10分13敗で6位。
プレーオフは3位の東京ヴェルディとの対戦になったが、準決勝で1-2で敗れたため敗退。15年ぶりのJ1昇格はまたも達成できなかった。
2024年
クラブスローガン：「WIN BY ALL!」
小林体制2年目。篠原友哉が現役引退し、西久保駿介（磐田）、新井章太（神戸）、新井一耀（長崎）、櫻川ソロモン（横浜）、近藤壱成（群馬）、ブワニカ啓太（いわき）、サウダーニャ（パルチザン）、末吉塁（岡山）、見木友哉（東京V）、福満隆貴（ヴェルスパ大分）、熊谷アンドリュー（金沢）が退団し、西堂久俊が期限移籍満了でFC東京へ復帰、松原颯汰が長野へ期限付き移籍した。一方で田中和樹（京都）が期限付きから完全移籍へ移行、藤田和輝（新潟）、横山暁之（藤枝）、林誠道（金沢）、高木和徹（東京V）、エドゥアルド（磐田）が完全移籍で、FC東京から岡庭愁人と品田愛斗が期限付き移籍、谷田壮志朗がアカデミーより昇格し、立教大学から久保庭良太が新卒加入で入団した。
昨季後半の好調さから昇格候補に挙げられていたものの、リーグ開幕戦の山形戦に敗れ黒星スタートを喫すると、ルヴァンカップもJ3から昇格した鹿児島に敗れ早々に敗退するなど幸先不安な出だしとなる。その後も勝ちと負けが交互し、第8節栃木SC戦でチーム記録となる8得点、16節愛媛戦では7得点を挙げるなど大量得点で勝つ試合もあれば、下位に沈む相手に敗れるといったな不安定な状態が続く。キャプテンの鈴木大輔や新規加入のエドゥアルド等主力選手が相次いで怪我により離脱したことも響き、夏の移籍市場で山越康平（東京V）、小川大貴（磐田）、杉山直宏（Ｇ大阪）を期限付き移籍で補強するも、27節終了時点で11勝4分12敗と負け越し、順位もプレーオフ圏外の8位と落ち込む。
そんな中、天皇杯ではJ1のFC東京、札幌を下すなど快進撃を見せ、準々決勝では京都に敗れベスト4進出とはならなかったものの、これをきっかけにリーグ戦でも復調を見せるようになる。
28節から30節まで小森飛絢が3試合連続で2得点を上げ勝利すると、32節山口戦ではハットトリックを達成。チームも5連勝を上げ残り2節を残して順位をプレーオフ圏内の4位まで上げる。
しかし、ホーム最終戦となる37節長崎戦を1-2で落とし6位に落ちると、最終節で同じく昇格プレーオフ進出を争う7位の山形との直接対決で0-4で大敗を喫し、結局プレーオフ圏外となる7位（19勝15敗4分）で終了した。
J1昇格プレーオフ出場こそ逃したものの、入団2年目だった小森飛絢が23得点でJ2得点王となり、ベストイレブン、そしてJ2最優秀選手となった。J2得点王は2013年のケンペス以来クラブ史上2度目、J2最優秀選手は初の快挙であった。
2025年
クラブスローガン：「WIN BY ALL!」
小林体制3年目。高木和徹（今治）、佐々木翔悟（Ｇ大阪）、新明龍太（FCティアモ枚方）、矢口駿太郎（沖縄SV）、藤田和輝（新潟）、岡庭愁人（山口）、山越康平（徳島）、小川大貴（磐田）、青嶋佑弥（栃木SC）、高木俊幸（東京ユナイテッドFC）、ドゥドゥ（岐阜）が移籍により退団し、メンデス、佐久間太一、齋藤来飛は契約満了より退団となった。去就が注目されていた小森飛絢はベルギーリーグのシント＝トロイデンVVへ期限付きで移籍し、谷田壮志朗が育成型期限付き移籍で鹿児島へ移籍した。
一方、デリキが（アトレチコ・ゴイアニエンセ）より期限付き移籍で加入し、岩井琢朗（順天堂大学）、猪狩祐真（産業能率大学）が新卒加入し、品田愛斗（FC東京）、杉山直宏（Ｇ大阪）が期限付きから完全移籍へ、石川大地（熊本）、河野貴志（秋田）、前貴之（山口）、吉田源太郎（讃岐）、薄井覇斗（松本）、若原智哉（京都）、植田悠太（京都）、安井拓也（町田）、ホセ・アウレリオ・スアレス（徳島）、カルリーニョス ジュニオ（清水）が完全移籍で加入した。また、アカデミー出身の鳥海晃司がC大阪より4シーズンぶりに復帰した。
前年後半の躍進の原動力となった小森の移籍や、ホーム開催のちばぎんカップにおいて柏に0-3で敗れるなど新戦力を加えながらも結果の出ていない状況で開幕を迎えることになるが、アウェーでの開催となった開幕戦でいわきFCに0-2勝利すると、ホーム開幕戦である第2節対カターレ富山戦も2-0で下し連勝を遂げる。第3節で2018年から勝利していなかった山形を3-2で下しチームの開幕連勝記録を更新すると、第4節アウェーでの対札幌戦も1-3で勝利し、札幌ドーム開催の試合でチームとして初の勝利を収め単独で首位となる。ルヴァンカップは富山に敗れ前年に続き初戦での敗退となったが、リーグ戦においては第7節で磐田に敗れるまで勝利を重ね、開幕6連勝と例年にない好調な出だしを切った。その後4連勝しJリーグ内最速で10勝を達成し4月終了の時点で10勝1敗（勝ち点30）、2位大宮との勝ち点差を7とし首位を独走状態となるが、5月に入り九州での12節熊本、13節鳥栖とのアウェー戦が2試合連続でドローとなると、20年ぶりの国立でのホーム開催となった大宮との上位対決は1-2で敗れてしまう。Jリーグ加入後初の対戦となった第15節今治戦は終盤のオウンゴールにより0-1で辛くも勝利するが、ホームでの開催となった3位仙台との上位対決はこれまでホームで無敗という相性の良さを活かせず0-0でドロー。その後もアウェーでは長崎に0-1で敗戦。ホーム開催の山口戦は0-0でドローと、結局5月は1勝4分け2敗と失速。リーグ内トップを誇っていた攻撃陣も相手チームの対策が進んだことで苦戦を強いられることになり、6試合で上げた得点はわずかに3点と決定力不足が結果として明確に出てしまった。

## 年度別チーム得点王
- 年度別チーム得点王の一覧。リーグ戦以外での得点は含まない。

| 年度 | チーム得点王      | 得点   | 備考          |
| 1993 | パベル            | 16得点 |               |
| 1994 | オルデネビッツ    | 30得点 | Jリーグ得点王 |
| 1995 | ルーファー        | 21得点 |               |
| 1996 | ハシェック        | 12得点 |               |
| 1997 | マスロバル        | 9得点  |               |
| 1998 | 武田修宏          | 13得点 |               |
| 1999 | バロン            | 17得点 |               |
| 2000 | バロン            | 13得点 |               |
| 2001 | 崔龍洙            | 21得点 |               |
| 2002 | 崔龍洙            | 16得点 |               |
| 2003 | 崔龍洙            | 17得点 |               |
| 2004 | マルキーニョス    | 12得点 |               |
| 2005 | 巻誠一郎 阿部勇樹 | 12得点 |               |
| 2006 | 巻誠一郎          | 12得点 |               |
| 2007 | 水野晃樹          | 9得点  |               |
| 2008 | 巻誠一郎          | 11得点 |               |
| 2009 | 深井正樹          | 6得点  |               |
| 2010 | ネット            | 10得点 |               |
| 2011 | 深井正樹          | 14得点 |               |
| 2012 | 藤田祥史          | 15得点 |               |
| 2013 | ケンペス          | 22得点 | J2得点王      |
| 2014 | ケンペス          | 13得点 |               |
| 2015 | ペチュニク        | 14得点 |               |
| 2016 | 町田也真人        | 11得点 |               |
| 2017 | ラリベイ          | 19得点 |               |
| 2018 | 船山貴之          | 19得点 |               |
| 2019 | クレーベ          | 17得点 |               |
| 2020 | クレーベ 山下敬大 | 7得点  |               |
| 2021 | 見木友哉          | 14得点 |               |
| 2022 | 新井一耀          | 8得点  |               |
| 2023 | 小森飛絢          | 14得点 |               |
| 2024 | 小森飛絢          | 23得点 | J2得点王      |

## タイトル・表彰

### 国内タイトル
- Jリーグカップ：2回
  - 2005, 2006

### その他タイトル
- JリーグDAZNニューイヤーカップ：1回
  - 宮崎ラウンド：2016

### 表彰
J1リーグ
- 得点王
  - 1994年 - フランク・オルデネビッツ
- Jリーグベストイレブン
  - 2005年 - イリアン・ストヤノフ、阿部勇樹
  - 2006年 - 阿部勇樹
- フェアプレー個人賞
  - 2006年 - 山岸智
- 監督特別賞
  - 2005年 - イビチャ・オシム

Jリーグカップ
- MVP
  - 2005年 - 立石智紀
  - 2006年 - 水野晃樹
- ニューヒーロー賞
  - 2005年 - 阿部勇樹

J2リーグ
- 最優秀選手賞
  - 2024年 - 小森飛絢
- 得点王
  - 2013年 - ケンペス
  - 2024年 - 小森飛絢
- ベストイレブン
  - 2023年 - 田口泰士、小森飛絢
  - 2024年 - 田中和樹、小森飛絢
- J2 Most Exciting Player
  - 2012年 - 山口智
- 月間MVP
  - 2013年10月度 - ケンペス
  - 2014年10月度 - 森本貴幸
  - 2015年3月度 - パウリーニョ
  - 2021年5月度 - 見木友哉
  - 2023年9月度 - 田口泰士
  - 2024年10月度 - 小森飛絢

## クラブ記録

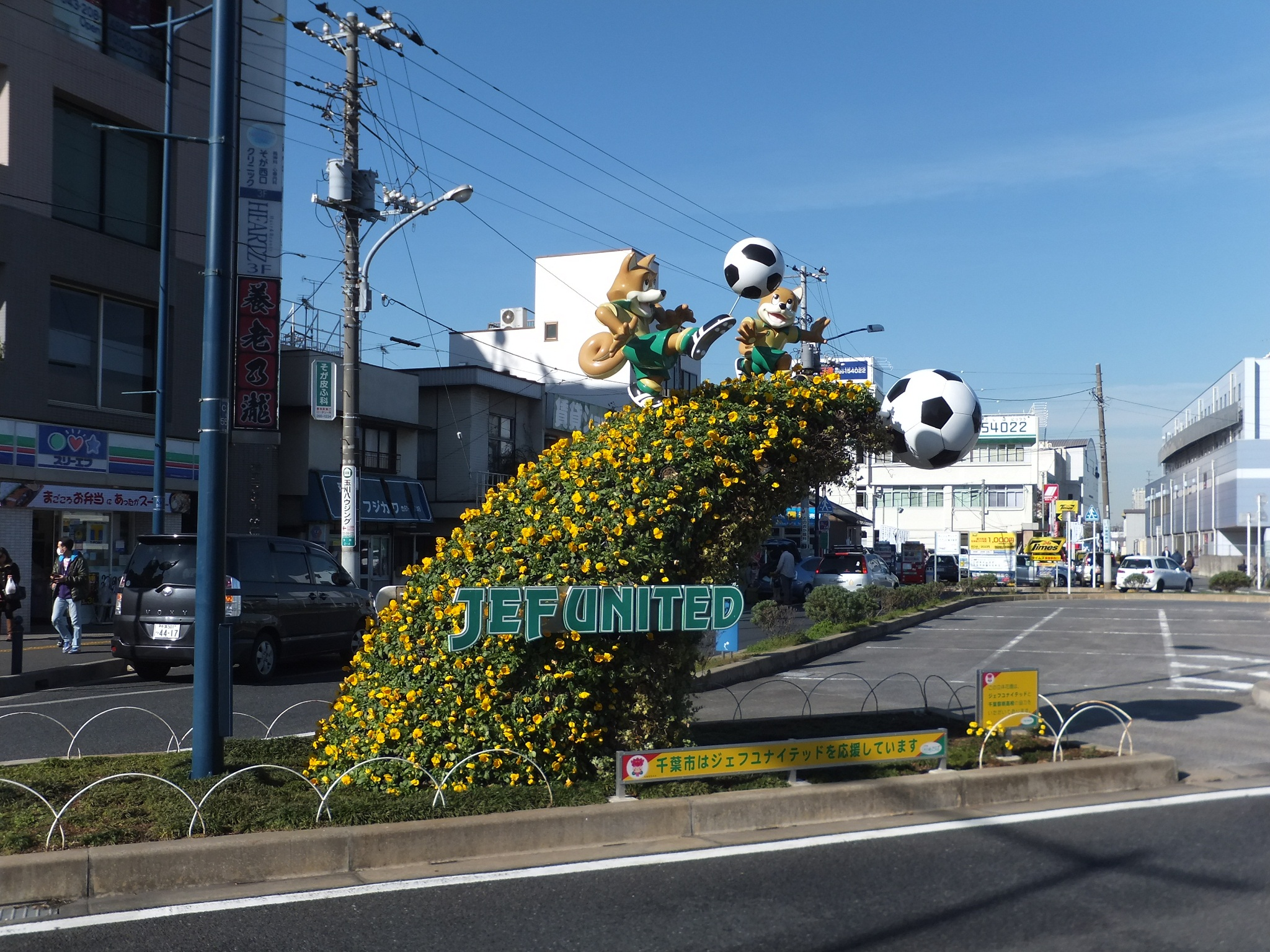
蘇我駅前にあるジェフのモニュメント

### 連勝記録
J1
- 6連勝【2007年 第23節  大分戦（フクアリ）- 第28節 甲府戦（小瀬）】

J2
- 7連勝

【2017年 第36節 岡山戦（フクアリ）- 第42節 横浜FC戦（フクアリ）】
【2023年 第31節 藤枝戦（フクアリ）- 第37節 岡山戦（Cスタ）】

### J1
- リーグ戦 31試合【2003年 1st第5節 横浜FM戦 - 2005年 第18節 川崎戦】
- 公式戦　26試合【2003年 1st第5節 横浜FM戦 - 2005年 第2節 柏戦】

J2
- 16試合

【2010年 第35節 北九州戦 - 2011年 第29節 北九州戦】

### リーグ戦 連敗
J1
- 7連敗

【1993年 N 第12節 V川崎戦（宮城陸）- 第18節 名古屋戦（瑞穂球）】
【2008年 第5節 鹿島戦（カシマ）- 第11節 浦和戦（埼玉）】
J2
- 4連敗

【2016年 第34節 群馬戦（正田スタ）- 第37節 徳島戦（鳴門大塚）】
【2019年 第26節 鹿児島戦 (白波スタ) - 第29節 甲府戦 (フクアリ) 】

### リーグ戦 未勝利
J1
- 17試合【2007年 第29節 浦和戦（フクアリ）- 2008年 第11節 浦和戦（埼玉）】

J2
- 8試合【2023年 第2節 山形戦（フクアリ）- 第9節 藤枝戦（藤枝サ）】

### リーグ戦 開幕未勝利
J1
- 11節【2008年 第1節 G大阪戦（万博）- 第11節 浦和戦（埼玉）】

J2
- 5節【2019年 第1節 愛媛戦（ニンスタ）- 第5節 京都戦（フクアリ）】

### 最も遅いシーズン初勝利
J1
- 5月10日 【J1 2008年 第12節 京都戦（フクアリ）】

※ 前身の古河時代を含めても遅い。
J2
- 3月30日 【J2 2019年 第6節 福岡戦（博多陸）】

### 最多得点試合
J1
- 6得点
  - 【1995年 第17節 横浜F戦（市原臨海） - 得点者：マスロバル(2)、中西永輔、ルーファー(3)】
  - 【2007年 第23節 大分戦（フクアリ） - 得点者：佐藤勇人、山岸智、水野晃樹(2)、工藤浩平、青木孝太】

J2
- 8得点
  - 【2024年 第8節 栃木戦（フクアリ） - 得点者：小森飛絢、鈴木大輔(2)、椿直起、高橋壱晟、ドゥドゥ（2）、岡庭愁人】

### 最多失点試合
J1
- 6失点
  - 【1993年 NICOS(2nd)第18節 名古屋戦（瑞穂球）】
  - 【2000年 1st第3節 神戸戦（市原）】

J2
- 6失点
  - 【2014年 第7節 湘南戦（フクアリ）】

### 得点差
J1
- 勝利 - 6点差 (6-0) 【2007年 第23節 大分戦（フクアリ）】
- 敗北 - 6点差 (0-6) 【1993年 NICOS(2nd)第18節 名古屋戦（瑞穂球）】

J2
- 勝利 - 8点差 (8-0) 【2024年 第8節 栃木戦（フクアリ）】
- 敗北 - 6点差 (0-6) 【2014年 第7節 湘南戦（フクアリ）】

### 国内トップリーグ所属
- 通算：43シーズン連続

日本サッカーリーグ：27季連続 (前身・古河電気工業時代)
Jリーグ ・J1：16季連続 (ジェフユナイテッド市原・千葉)

## 個人記録

### 最年少試合出場
J1リーグ戦
- 16歳333日 -  阿部勇樹 (1998年8月5日J1第16節・ガンバ大阪戦)

J2リーグ戦
- 17歳38日 -  谷田壮志朗（2022年8月17日J2第28節・ヴァンフォーレ甲府戦）

※2025年5月19日現在。

### 最年長試合出場
J1リーグ戦
- 37歳71日 -  モラフチク (2002年9月1日J1 2nd第1節・FC東京戦)

J2リーグ戦
- 40歳15日 -  藤田俊哉 (2011年10月19日J2第6節・水戸ホーリーホック戦)

※2025年5月19日現在。

### 公式戦通算最多出場
公式戦
日本人選手
- 468試合出場 -  佐藤勇人

外国籍選手
- 157試合出場 -  マスロバル

※2021年8月30日現在。他クラブでの出場は含まない。

### リーグ戦通算出場記録
- 300試合出場
  -  佐藤勇人 - 397試合 (引退)
- 250試合出場
  -  坂本將貴 - 293試合（引退）
  -  中西永輔 - 273試合（引退）
  -  茶野隆行 - 255試合（引退）
- 200試合出場
  -  米倉恒貴 - 249試合
  -  山口智 - 244試合（引退）
  -  岡本昌弘 - 242試合（引退）
  -  船山貴之 - 227試合（引退）
  -  工藤浩平 - 222試合（引退）
  -  下川健一 - 221試合（引退）
  -  巻誠一郎 - 220試合（引退）
  -  阿部勇樹 - 214試合（引退）
  -  谷澤達也 - 212試合（引退）

※200試合以上。2025年5月19日現在。他クラブでの出場は含まない。

### リーグ戦通算最多得点
日本人選手
- 54得点 -  船山貴之

外国籍選手
- 54得点 -  崔龍洙

※他クラブでの得点は含まない。

### 最多連続試合出場
- 68試合 -  山岸智 (2006年1st第1節から2007年1st第34節)

### リーグ戦シーズン最多得点
J1リーグ戦
日本人選手
- 13得点 -  武田修宏 (1998年 J1)

外国人選手
- 30得点 -  オッツェ (1994年 J1)

J2リーグ戦
日本人選手
- 23得点 -  小森飛絢 (2024年 J2)

外国人選手
- 22得点 -  ケンペス (2013年 J2)

### 最年少得点
公式戦
- 17歳216日 -  阿部勇樹 (1999年4月10日J1第6節・ヴィッセル神戸戦)

※2018年12月1日現在。

### 最年長得点
公式戦
- 38歳241日 -  佐藤寿人 (2020年11月8日J2第32節・モンテディオ山形戦)

※2021年1月1日現在。

### ハットトリック
J1リーグ戦
- 3得点
  -  パベル 【1993年1st 第12節 (6月23日) 浦和戦】
  -  オッツェ 【1994年2nd 第1節 (8月10日) G大阪戦】
  -  新村泰彦 【1995年1st 第24節 (7月15日) G大阪戦】
  -  ルーファー 【1995年2nd 第17節 (10月18日) 横浜F戦】
  -  ルーファー 【1995年2nd 第20節 (11月4日) 広島戦】
  -  バロン 【2000年1st 第1節 (3月11日) 京都戦】
  -  崔龍洙 【2003年1st 第5節 (4月26日) 横浜FM戦】
  -  崔龍洙 【2003年1st 第6節 (4月29日) 京都戦】
  -  阿部勇樹 【2006年J1 第27節 (10月14日) 鹿島戦】

J2リーグ戦
- 4得点
  -  ケンペス 【2013年J2 第6節 (3月31日) 北九州戦】
- 3得点
  -  田中佑昌 【2012年J2 第14節 (5月13日) 町田戦】
  -  ケンペス 【2013年J2 第32節 (9月1日) 福岡戦】
  -  ケンペス 【2013年J2 第37節 (10月20日) 熊本戦】
  -  清武功暉 【2017年J2 第13節 (5月13日) 長崎戦】
  -  ラリベイ 【2017年J2 第22節 (7月8日) 讃岐戦】
  -  船山貴之 【2018年J2 第33節（9月16日）福岡戦】
  -  小森飛絢 【2024年J2 第32節（9月21日）山口戦】

Jリーグ杯
- 3得点
  -  マスロバル 【1997年3月8日 仙台戦】
  -  ラデ 【1997年3月22日 平塚戦】
  -  マスロバル 【1998年7月15日 鹿島戦】
  -  巻誠一郎 【2004年4月29日 大分戦】
  -  ハース 【2006年6月4日 C大阪戦】

天皇杯
- 3得点
  -  ネット 【2010年 3回戦 (10月9日) 京都戦】
  -  エウトン 【2016年 1回戦 (8月27日) 北海道教育大学岩見沢校戦】

### 記念ゴール
J1リーグ記録
- 通算1500ゴール -  城彰二【1995年4月5日 サントリー第6節 清水（市原臨海）】
- 通算2500ゴール -  江尻篤彦【1995年11月15日 NICOS第23節 平塚（市原臨海）】
- 通算8000ゴール -  崔龍洙【2002年9月14日 2nd第3節 名古屋（瑞穂陸）】
- 通算9000ゴール -  斎藤大輔【2004年3月13日 1st第1節 神戸（神戸ウイング）】
- 通算13,000ゴール -  巻誠一郎【2008年9月14日 第24節 東京V（フクアリ）】

J2リーグ記録
- 通算8500ゴール -  倉田秋【2010年6月6日 第16節 愛媛（フクアリ）】
- 通算15,500ゴール -  船山貴之【2017年3月4日 第2節 山形（フクアリ）】

クラブ記録
- 第1ゴール -  パベル・ジェハーク【1993年5月16日 サントリー第1節 第1節 広島（広島スタ）】

## スタジアム

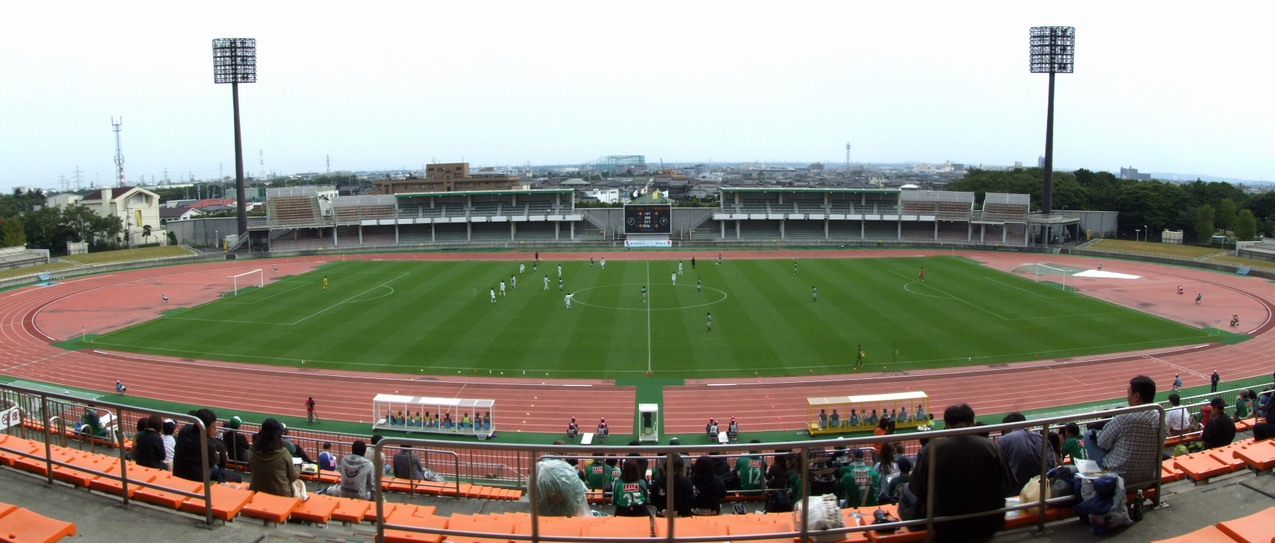
市原緑地運動公園臨海競技場

ホームスタジアムは千葉市中央区の千葉市蘇我スポーツ公園内にあるフクダ電子アリーナ（フクアリ、千葉市蘇我球技場）で、2005年10月以降は原則として全てのホームゲームをここで開催している。
Jリーグ発足当初は市原市の市原緑地運動公園臨海競技場（市原臨海、現・ゼットエーオリプリスタジアム）をホームスタジアムとして、複数のスタジアムでホームゲームを開催していたが、2002 FIFAワールドカップ誘致を前提に市原市で計画されていた千葉県営の新スタジアム計画が頓挫したこともあり、クラブは2002年シーズン開幕前に「千葉市蘇我スポーツ公園内の球技場（=フクアリ）が完成した後、市原臨海と同球技場を併用する」方針を示し、2005年10月からフクアリでのホームゲームを開始した。一方、市原臨海は新スタジアム計画が頓挫したことを受けて改修工事が必要となっていたが、日本サッカー協会より「観客席を2万人以上収容出来るようにし、席を全て個別席とすること」「客席の2/3以上覆える屋根を設置すること」「総座席数に対し、毎試合、観客席の8割以上の観客を動員すること」などの条件を与えられており、市営競技場である市原臨海が当該スペックを満たすためには市の負担が大きく、スタジアムの改修工事続行を断念した。なお、市原臨海でのジェフのホームゲームは2007年以降開催されておらず、Jリーグに提示した本拠地登録も2010年を最後に抹消されている。
なお、過去のホームゲーム開催スタジアムは「ジェフユナイテッド市原・千葉の年度別成績一覧#年度別入場者数」を参照のこと。

## 練習場・クラブハウス
練習場とクラブハウスは千葉市蘇我スポーツ公園・フクダ電子アリーナの隣接地にあるユナイテッドパーク。2009年10月にトップチームやユースチームなどの練習場・クラブハウスとして開設し、公園内の施設共々活用されている。2015年より毎年秋にユナイテッドパークを会場とした「ユナパまつり」も行われ、サポーターや地域住民の交流の場となっている。
Jリーグ発足当初は浦安市千鳥の古河電気工業所有地に練習場（ジェフユナイテッド市原舞浜グラウンド）があったが、2000年に練習場が当時のホームスタジアムに近い市原市の姉崎公園サッカー場へ移転。舞浜ではジュニアユースチーム（ジェフユナイテッド・ジュニアユース舞浜）及び舞浜スクールが活動を続けていたが、2005年3月に舞浜スクールが閉鎖され、替わって2005年からは習志野市茜浜のレナウンインテリジェントジャンクション内の天然芝グラウンド（アメリカンフットボールチーム・レナウンローバーズの元練習場で、現在はXリーグ所属のオービックシーガルズが使用）にて習志野スクールが活動している。
レディースの練習場については、「ジェフユナイテッド市原・千葉レディース#練習場・クラブハウス」を参照。

## ユニフォーム

### チームカラー
- 黄、    緑、    赤
  - 黄および緑はチームカラーであると共に千葉県の県花である菜の花を表している[2]。
  - ユニフォームに採用している    青は千葉県の象徴である海の色を表している[2]。

### ユニフォームスポンサー
| 掲出箇所   | スポンサー名         | 表記              | 掲出年                             | 備考 |
| 胸         | 富士電機             | Fe 富士電機       | 2007年 -                           | |
| 鎖骨       | 古河電気工業         | 古河電工          | 2018年 -                           | 1998年1月 - 10月、1999年、2002年、2005年は袖 1998年 - 2001年、2003年 - 2004年は背中上部 2001年 - 2002年4月は胸 1998年1月 - 10月、1999年は「古河」表記     |
| 鎖骨       | JR東日本             | JR東日本          | 2018年 -                           | 1995年、2003年 - 2004年は袖 1998年 - 2000年は胸 1995年は「[vjuː] びゅう」表記 1998年 - 2002年、2005年は「JR東日本」表記 2009年4月 - 2018年は「Suica」表記 |
| 背中上部   | JR東日本             | JRE MALL          | 2001年 - 2002年 2005年 2009年4月 - | 1995年、2003年 - 2004年は袖 1998年 - 2000年は胸 1995年は「[vjuː] びゅう」表記 1998年 - 2002年、2005年は「JR東日本」表記 2009年4月 - 2018年は「Suica」表記 |
| 背中下部   | 新昭和               | 新昭和            | 2016年 -                           | |
| 袖         | 三井化学             | 三井化学 TPX APEL | 2023年 -                           | 2023年は「TPX 」表記 |
| パンツ前面 | 千葉ステーションビル | PeRIe             | 2009年 -                           | 2009年 - 2016年は「PeRIe JR東日本グループ」表記 |
| パンツ背面 | なし                 | -                 | -                                  | |

- 鎖骨スポンサーは古河電工が左側、JR東日本が右側。

### 背番号の書体
Jリーグ加盟以来、継続して「JEF UNITED」のロゴと同一デザインのオリジナルフォントを採用している（Jリーグ統一フォント導入を導入していた2021年から2023年までを除く）。

### 星
左胸のエンブレム上の星2つ（★）は2005年および2006年のヤマザキナビスコカップの優勝を表している。

### ユニフォームサプライヤーの遍歴
- 1992年：アシックス
- 1993年 - 1996年：リーグ戦はミズノ、カップ戦はアシックス
- 1997年 - 2006年：ミズノ
- 2007年 - 2021年[31]：カッパ
- 2022年[32] - 現在：ヒュンメル

### 歴代ユニフォーム
| FP 1st      | FP 1st      | FP 1st      | FP 1st | FP 1st |
| ----------- | ----------- | ----------- | ------ | ------ |
| 1993 - 1996 | 1997 - 1998 | 1999 - 2000 | 2001   | 2002   |
| 2003        | 2004        | 2005        | 2006   | 2007   |
| 2008        | 2009        | 2010        | 2011   | 2012   |
| 2013        | 2014        | 2015        | 2016   | 2017   |
| 2018        | 2019        | 2020        | 2021   | 2022   |
| 2023        | 2024        | 2025 -      |        |        |
|             |             |             |        |        |

| FP 2nd      | FP 2nd | FP 2nd      | FP 2nd      | FP 2nd      |
| ----------- | ------ | ----------- | ----------- | ----------- |
| 1993 - 1995 | 1996   | 1997 - 1998 | 1999 - 2000 | 2001 - 2002 |
| 2003        | 2004   | 2005        | 2006        | 2007        |
| 2008        | 2009   | 2010        | 2011        | 2012        |
| 2013        | 2014   | 2015        | 2016        | 2017        |
| 2018        | 2019   | 2020        | 2021        | 2022        |
| 2023        | 2024   | 2025 -      |             |             |
|             |        |             |             |             |

| FP Other                         | FP Other                           | FP Other                                  | FP Other                                  | FP Other                          |
| -------------------------------- | ---------------------------------- | ----------------------------------------- | ----------------------------------------- | --------------------------------- |
| 2012 3rd                         | 2015 · フクアリ · 10周年記念       | 2016 · 25周年記念                         | 2018 · ホームタウン · 広域化 · 15周年記念 | 2019 · サマーナイト · 工場夜景Ver |
| 2022 · オシムジェフ · レジェンド | 2022 · オシムジャパン · レジェンド | 2023 · ホームタウン · 広域化 · 20周年記念 | 2024 SP                                   | 2025 SP                           |
|                                  |                                    |                                           |                                           |                                   |

### 歴代ユニフォームスポンサー表記
| 年度 | 箇所                      | 箇所     | 箇所     | 箇所             | 箇所     | 箇所                               | 箇所                   | 箇所       | サプライヤー   |
| 年度 | 胸                        | 鎖骨左   | 鎖骨右   | 背中上部         | 背中下部 | 袖                                 | パンツ前面             | パンツ背面 | サプライヤー   |
| 1992 | SEGA                      | 解禁前   | 解禁前   | -                | 解禁前   | Pentel                             | 解禁前                 | 解禁前     | asics          |
| 1993 | SEGA                      | 解禁前   | 解禁前   | JR EΛST FURUKΛWΛ | 解禁前   | Pentel                             | 解禁前                 | 解禁前     | Mizuno / asics |
| 1994 | SEGA                      | 解禁前   | 解禁前   | JR EΛST FURUKΛWΛ | 解禁前   | Pentel                             | 解禁前                 | 解禁前     | Mizuno / asics |
| 1995 | SEGA                      | 解禁前   | 解禁前   | JR EΛST FURUKΛWΛ | 解禁前   | [vjuː] びゅう                      | 解禁前                 | 解禁前     | Mizuno / asics |
| 1996 | SEGA                      | 解禁前   | 解禁前   | JR EΛST FURUKΛWΛ | 解禁前   | 0088 日本テレコム                  | 解禁前                 | 解禁前     | Mizuno / asics |
| 1997 | J-PHONE                   | 解禁前   | 解禁前   | JR EΛST FURUKΛWΛ | 解禁前   | テレコムしよう。 0088 日本テレコム | 解禁前                 | 解禁前     | Mizuno         |
| 1998 | JR東日本                  | 解禁前   | 解禁前   | 古河電工         | 解禁前   | 古河 / 古河電工不動産              | 解禁前                 | 解禁前     | Mizuno         |
| 1999 | JR東日本                  | 解禁前   | 解禁前   | 古河電工         | 解禁前   | 古河                               | 解禁前                 | 解禁前     | Mizuno         |
| 2000 | JR東日本                  | 解禁前   | 解禁前   | 古河電工         | 解禁前   | J-PHONE                            | 解禁前                 | 解禁前     | Mizuno         |
| 2001 | 古河電工                  | 解禁前   | 解禁前   | JR東日本         | 解禁前   | -                                  | 解禁前                 | 解禁前     | Mizuno         |
| 2002 | 古河電工 / オートウェーブ | 解禁前   | 解禁前   | JR東日本         | 解禁前   | 古河電工                           | -                      | 解禁前     | Mizuno         |
| 2003 | オートウェーブ            | 解禁前   | 解禁前   | 古河電工         | 解禁前   | JR東日本                           | -                      | 解禁前     | Mizuno         |
| 2004 | オートウェーブ            | 解禁前   | 解禁前   | 古河電工         | 解禁前   | JR東日本                           | -                      | 解禁前     | Mizuno         |
| 2005 | オートウェーブ            | 解禁前   | 解禁前   | JR東日本         | 解禁前   | 古河電工                           | -                      | 解禁前     | Mizuno         |
| 2006 | オートウェーブ            | 解禁前   | 解禁前   | Sammy            | 解禁前   | 君津住宅                           | QB HOUSE               | 解禁前     | Mizuno         |
| 2007 | Fe 富士電機               | 解禁前   | 解禁前   | Sammy            | 解禁前   | 君津住宅                           | -                      | 解禁前     | Kappa          |
| 2008 | Fe 富士電機               | 解禁前   | 解禁前   | -                | 解禁前   | 君津住宅                           | - / Sammy              | 解禁前     | Kappa          |
| 2009 | Fe 富士電機               | 解禁前   | 解禁前   | - / Suica        | 解禁前   | 君津住宅                           | PeRIe JR東日本グループ | 解禁前     | Kappa          |
| 2010 | Fe 富士電機               | 解禁前   | 解禁前   | Suica            | 解禁前   | 君 津 住 宅                        | PeRIe JR東日本グループ | 解禁前     | Kappa          |
| 2011 | Fe 富士電機               | 解禁前   | 解禁前   | Suica            | 解禁前   | 君 津 住 宅                        | PeRIe JR東日本グループ | 解禁前     | Kappa          |
| 2012 | Fe 富士電機               | 解禁前   | 解禁前   | Suica            | 解禁前   | 君 津 住 宅                        | PeRIe JR東日本グループ | 解禁前     | Kappa          |
| 2013 | Fe 富士電機               | 解禁前   | 解禁前   | Suica            | 解禁前   | 君 津 住 宅                        | PeRIe JR東日本グループ | 解禁前     | Kappa          |
| 2014 | Fe 富士電機               | 解禁前   | 解禁前   | Suica            | 解禁前   | 君 津 住 宅                        | PeRIe JR東日本グループ | 解禁前     | Kappa          |
| 2015 | Fe 富士電機               | 解禁前   | 解禁前   | Suica            | 解禁前   | - / 大衆酒場 ちばチャン            | PeRIe JR東日本グループ | 解禁前     | Kappa          |
| 2016 | Fe 富士電機               | 解禁前   | 解禁前   | Suica            | 新昭和   | 大衆酒場 ちばチャン                | PeRIe JR東日本グループ | 解禁前     | Kappa          |
| 2017 | Fe 富士電機               | 解禁前   | 解禁前   | Suica            | 新昭和   | -                                  | PeRIe                  | 解禁前     | Kappa          |
| 2018 | Fe 富士電機               | 古河電工 | JR東日本 | Suica            | 新昭和   | - / ZOZO TOWN                      | PeRIe                  | 解禁前     | Kappa          |
| 2019 | Fe 富士電機               | 古河電工 | JR東日本 | JRE MALL         | 新昭和   | ZOZO TOWN                          | PeRIe                  | 解禁前     | Kappa          |
| 2020 | Fe 富士電機               | 古河電工 | JR東日本 | JRE MALL         | 新昭和   | ZOZO TOWN                          | PeRIe                  | -          | Kappa          |
| 2021 | Fe 富士電機               | 古河電工 | JR東日本 | JRE MALL         | 新昭和   | ZOZO TOWN                          | PeRIe                  | -          | Kappa          |
| 2022 | Fe 富士電機               | 古河電工 | JR東日本 | JRE MALL         | 新昭和   | ZOZO TOWN                          | PeRIe                  | -          | hummel         |
| 2023 | Fe 富士電機               | 古河電工 | JR東日本 | JRE MALL         | 新昭和   | TPX                                | PeRIe                  | -          | hummel         |
| 2024 | Fe 富士電機               | 古河電工 | JR東日本 | JRE MALL         | 新昭和   | 三井化学 TPX APEL                  | PeRIe                  | -          | hummel         |

## アカデミー・下部組織
サッカースクールは千葉市中央区および美浜区、市原市、木更津市（幼児対象）で運営している。シニア向けや女性向けのスクールも開校されている。かつては浦安市や栃木県宇都宮市（ジェフユナイテッドクオーレ）の他、東北電力名取スポーツパーク（NASPA、宮城県名取市）と提携してスクールの運営も行っていた（東日本大震災後にNASPA自体が閉鎖）。これは、ジェフがJリーグ発足当初、市原市を中心とし、JR東日本沿線の東北、関東、甲信越の各地域を広域的にネットワークする構想を持っていたことの名残りである。また、スクールのデリバリー版として「サッカーおとどけ隊」が主に市原市、千葉市内の保育園・幼稚園・小学校・中学校などを範囲として訪問しており、千葉大学等と提携した指導者向けの講習や、千葉市や周辺地域の指導者講習への講師派遣も行っている。
小学生年代(U-12)には前述の普及に主眼を置いたスクールの他にチームは持っていなかったが、2017年より将来的にトップチームや世界の舞台で活躍する選手を育成することを目的とした「ジェフユナイテッド市原・千葉 エリートプログラムU-12 強化スクール」を開校し、セレクションを開始。2017年10月には、2018年よりジェフユナイテッド千葉U-12を正式に設立し、2018年度のU-10チームより活動を始めることが発表された。
ジュニアユース(U-15)は市原市辰巳台地区と習志野市茜浜地区の2チームが存在したが、2010年より統合されフクダ電子フィールド等を拠点とした1チームで活動している。
ユース(U-18)はトップチームらと同様にユナイテッドパークやフクダ電子スクエア・フクダ電子フィールド等を拠点として活動を行っている。2017年度より下級生などを中心としたBチームも高校生年代のリーグ戦に参入し、育成機会の増加を図っている。
下部・関連組織として、女子チームのジェフユナイテッド市原・千葉レディースがある。ジェフLは当初（1992年）からジェフの下部組織として運営されており、レディースのU-18・U-15チームも活動している。
なお、社会人（第1種）のセカンドチームとしてジェフユナイテッド市原・千葉リザーブズが活動していたが、2011年を以て活動を終了した。
2023年12月、千葉市を本拠地にアカデミーチームを運営する「特定非営利活動法人・コラソン千葉スポーツクラブ」と業務提携を結び、「ジェフユナイテッド市原・千葉（U-15/U-12）コラソン」とすることが発表された。業務提携の内容としては、
1. トレーニング手法・育成プログラムの共有
2. 指導実践などの指導者スキルの向上
3. チームスタッフなどの相互交流

を挙げている。

### ジェフ千葉U-18

#### スタッフ・所属選手
監督
- 藤田健

コーチ
- 今井謙太郎
- 櫛野亮（GKコーチ）ほか

所属選手

#### 成績
- 日本クラブユースサッカー選手権 (U-18)大会

準優勝1回 : 1998年
- Jリーグユース選手権大会

準優勝2回 : 1998年、2003年
- 高円宮杯U-18サッカーリーグ プリンスリーグ関東

### ジェフ千葉U-15

#### スタッフ・所属選手
監督
- 村井慎二

コーチ
- 軽込秀樹 ほか

所属選手

#### 成績
- 日本クラブユースサッカー選手権 (U-15)大会

優勝1回 1998年
準優勝2回 : 1993年,1994年
- 高円宮杯 JFA 全日本U-15サッカー選手権大会関東大会(関東ユース (U-15)サッカーリーグ)

準優勝1回 : 1995年

### ジェフ千葉U-12

#### スタッフ・所属選手
監督
- ホアン・セバスティアン・エスクデロ

コーチ
- 工藤浩平 ほか

所属選手

#### 成績
- JFA 全日本U-12サッカー選手権大会

準優勝1回 : 2020年

## メディア
- テレビ
  - WIN BY ALL! - 千葉テレビ放送で放送中の応援番組
  - ジェフ１ - J:COMチャンネル千葉で放送中の応援番組
  - ジェフ☆コレ - かつてJCN千葉、JCN船橋習志野で放送されていた応援番組
  - ジェフ魂12・ジェフ魂12Returns - かつて千葉テレビ放送で放送されていた応援番組
- ラジオ
  - ジェフユナイテッド市原・千葉Spirits～WIN BY ALL! - bayfmで放送中の応援番組
- 新聞・雑誌
  - JEF PRESS（フリーペーパー）- ジェフユナイテッド千葉が発刊するフリーペーパー。発刊は不定期。
- オフィシャルカメラマン - 今井恭司：第14回日本サッカー殿堂入り

## 決算
ジェフユナイテッド市原・千葉の決算は、つぎのとおり。

### 損益
| 年度 | 収入  | 広告料 | 入場料 | 配分 | その他 | 費用  | 事業費 | 人件費 | 管理費 | 利益 | 純利益 |
| 2005 | 2,722 | 1,279  | 439    | 426  | 576    | 2,548 | 2,191  | N.A.   | 357    | 174  | -128   |
| 2006 | 2,887 | 1,316  | 564    | 366  | 641    | 2,652 | 2,489  | 1,436  | 263    | 135  | 86     |
| 2007 | 3,112 | 1,347  | 568    | 267  | 930    | 2,692 | 2,412  | 1,310  | 280    | 420  | 94     |
| 2008 | 3,564 | 1,324  | 595    | 252  | 1,394  | 3,173 | 2,859  | 1,612  | 315    | 391  | -11    |
| 2009 | 2,683 | 1,432  | 605    | 219  | 427    | 3,036 | 2,602  | 1,552  | 434    | -353 | -638   |
| 2010 | 2,306 | 1,373  | 454    | 114  | 365    | 2,622 | 2,205  | 1,349  | 417    | -316 | -312   |

出典: 各年度のJクラブ決算一覧。
2005、
2006、
2007、
2008、
2009、
2010
金額の単位: 百万円
人件費は事業費に含まれる。
| 年度 | 収益  | 広告料 | 入場料 | 配分 | 育成 | その他 | 費用  | 人件費 | 試合 | トップ | 育成 | 女子 | 販売 | 利益 | 純利益 |
| 2011 | 2,422 | 1,622  | 368    | 108  | 44   | 280    | 2,200 | 1,003  | 162  | 216    | 35   | 36   | 748  | 222  | 46     |
| 2012 | 2,408 | 1,617  | 341    | 110  | 53   | 287    | 2,232 | 1,038  | 147  | 230    | 53   | 69   | 696  | 176  | 138    |
| 2013 | 2,330 | 1,515  | 353    | 100  | 55   | 307    | 2,217 | 994    | 146  | 262    | 73   | 66   | 676  | 113  | 97     |
| 2014 | 2,300 | 1,537  | 315    | 98   | 65   | 285    | 2,338 | 1,065  | 140  | 279    | 92   | 68   | 694  | -38  | -89    |
| 2015 | 2,504 | 1,641  | 360    | 93   | 64   | 346    | 2,387 | 1,045  | 153  | 243    | 85   | 71   | 790  | 117  | 31     |

出典: 各年度のJクラブ決算一覧。
2011、
2012、
2013、
2014、
2015
金額の単位: 百万円
| 年度 | 収益  | 広告料 | 入場料 | 配分 | 育成 | 物販 | その他 | 費用  | 人件費 | 試合 | トップ | 育成 | 女子 | 物販 | 販売 | 利益 | 純利益 |
| 2016 | 2,556 | 1,659  | 333    | 93   | 64   | 173  | 234    | 2,435 | 899    | 157  | 374    | 89   | 76   | 160  | 680  | 121  | 57     |
| 2017 | 2,593 | 1,704  | 337    | 146  | 111  | 153  | 142    | 2,597 | 1,177  | 156  | 271    | 115  | 70   | 119  | 689  | -4   | -7     |
| 2018 | 2,893 | 1,994  | 332    | 146  | 114  | 145  | 162    | 2,778 | 1,272  | 168  | 334    | 115  | 64   | 116  | 709  | 115  | 63     |
| 2019 | 2,838 | 1,954  | 326    | 144  | 125  | 144  | 145    | 2,722 | 1,153  | 166  | 335    | 143  | 73   | 115  | 737  | 116  | 5      |
| 2020 | 2,503 | 1,906  | 133    | 151  | 76   | 114  | 123    | 2,677 | 1,444  | 142  | 218    | 82   | 42   | 89   | 660  | -174 | -175   |

出典: 各年度のJクラブ決算一覧。
2016、
2017、
2018、
2019
2020
金額の単位: 百万円
| 年度 | 収益  | 広告料 | 入場料 | 配分 | 育成 | 物販 | その他 | 費用  | 人件費 | 試合 | トップ | 育成 | 女子 | 物販 | 販売 | 利益 | 純利益 |
| 2021 | 2,372 | 1,655  | 188    | 158  | 69   | 118  | 183    | 2,359 | 1,053  | 158  | 211    | 98   | 75   | 88   | 676  | 12   | 1      |
| 2022 |       |        |        |      |      |      |        |       |        |      |        |      |      |      |      |      |        |
| 2023 |       |        |        |      |      |      |        |       |        |      |        |      |      |      |      |      |        |
| 2024 |       |        |        |      |      |      |        |       |        |      |        |      |      |      |      |      |        |
| 2025 |       |        |        |      |      |      |        |       |        |      |        |      |      |      |      |      |        |

出典: 各年度のJクラブ決算一覧。
2021
金額の単位: 百万円

### 資産
| 年度 | 総資産 | 総負債 | 純資産 | 資本金 |
| 2005 | 646    | 385    | 260    | 100    |
| 2006 | 751    | 404    | 347    | 100    |
| 2007 | 1,041  | 600    | 441    | 100    |
| 2008 | 992    | 562    | 430    | 100    |
| 2009 | 1,519  | 948    | 572    | 490    |
| 2010 | 1,483  | 1,224  | 259    | 490    |
| 2011 | 1,387  | 1,082  | 305    | 490    |
| 2012 | 1,361  | 919    | 442    | 490    |
| 2013 | 1,375  | 835    | 540    | 490    |
| 2014 | 1,313  | 863    | 450    | 490    |
| 2015 | 1,365  | 885    | 480    | 490    |
| 2016 | 1,558  | 1,020  | 538    | 490    |
| 2017 | 1,527  | 997    | 530    | 490    |
| 2018 | 1,836  | 1,243  | 593    | 490    |
| 2019 | 1,662  | 1,082  | 579    | 490    |
| 2020 | 1,810  | 1,405  | 404    | 490    |
| 2021 | 2,080  | 1,674  | 405    | 490    |

出典: 各年度のJクラブ決算一覧。
2005、
2006、
2007、
2008、
2009、
2010、
2011、
2012、
2013、
2014、
2015、
2016、
2017、
2018、
2019
2020
金額の単位: 百万円

## オフィシャルソング
- オフィシャルチームソング
  - 「FIGHT FOR A WIN」1992年- （THE PACIFISTS featuring Kenji Jammer）作詞・作曲 THE PACIFISTS
- オフィシャルサポーターソング
  - 「Over」2006年- 作詞・作曲 光永亮太（ジェフジュニアユース出身）
- オフィシャルソング
  - 「WIN BY ALL！」2017年- 作詞 SACHI 作曲 Grow Sound